# Pleudihen-sur-Rance
 Pleudihen-sur-Rance (en bretó Pleudehen) és un municipi francès, situat a la regió de Bretanya, al departament de Costes del Nord. L'any 2008 tenia 2.799 habitants.

## Demografia
| 1962                                       | 1968  | 1975  | 1982  | 1990  | 1999  |
| ------------------------------------------ | ----- | ----- | ----- | ----- | ----- |
| 2.056                                      | 2.318 | 2.351 | 2.461 | 2.495 | 2.516 |
| Des de 1962: població sense dobles comptes |       |       |       |       |       |

## Administració
| Període | Identitat      | Partit |
| ------- | -------------- | ------ |
| 2001-   | Michel Vaspart | UMP    |

## Personatges il·lustres
- Jean-Baptiste Charles Bouvet de Lozier, explorador.